# Морони
Моро́ни (фр. Moroni [mɔʁɔni], араб. موروني‎, Mūrūnī) — самый большой город, столица и место расположения правительства Союза Коморских островов, суверенного островного государства, расположенного в Индийском океане. Морони — административный центр полунезависимого острова Нгазиджа (Гранд-Комор), крупнейшего из основных островов республики. По переписи 2003 года численность населения города составляет 41 557 человек.

## Этимология
В переводе с коморского языка «Морони» означает «в сердце огня», возможно, в связи с тем, что город расположен у подножья действующего вулкана Картала. По другой версии, название от малагасийского moron- «берег».

## История
Основан в X веке арабами как столица султаната, через которую проходил морской путь в Занзибар (ныне — Танзания). Долгое время административным центром Комор являлся Дзаудзи, расположенный на Майотте, но в 1958 году столицей государства стал Морони.

## География
Город расположен на западном побережье острова Нгазиджа (ранее был известен как Гранд-Комор) у подножья действующего вулкана Картала высотой 2361 м, последние извержения которого происходили в 2005 и 2006 годах. Морони расположен в 10 км от кратера вулкана.

## Транспорт
В 15 км от Морони в деревне Хахайя расположен международный аэропорт имени Принца Саида Ибрагима. В городе находится порт, осуществляющий регулярные грузоперевозки на материк (Африка) и другие острова Коморского архипелага, а также на Мадагаскар и другие острова Индийского океана.

## Архитектура
Несмотря на то, что в Морони расположено несколько административных зданий, построенных в современном стиле, бо́льшая часть зданий построена в арабском стиле. В городе находится ряд мечетей, в том числе Чиунда, являющаяся центром паломничества.

## Экономика
Порт Морони состоит из небольшого причала, расположенного в естественной бухте, природная защита которой для стоянки кораблей слабая. Через порт экспортируются ваниль, какао и кофе. На базе порта находится склад, на котором хранятся импортные товары и товары, предназначенные для экспорта, а также нефтепродукты. Промышленность Морони специализируется в области производства безалкогольных напитков, обработке и очистке эфирных масел, металла, лесоматериалов, обработки вулканического туфа (с целью получения цемента). Морони связан автодорогами с прибрежными городами, с Хахайя на севере и Митсудже на юге.

## Туризм
Туристическая инфраструктура развита слабо. Прямые полёты в Европу не осуществляются. Скалистая береговая линия Морони сложена вулканическими породами, пляжи отсутствуют (однако на территории г. Итсандра, расположенного к северу от Морони, находится небольшой пляж).
Главной туристической достопримечательностью города является старая Пятничная мечеть (фр. ncienne Mosquée du Vendredi). В историческом центре города расположено большое число узких аллей, уровень бедности в нём продолжает расти, в нём расположен ряд туристических достопримечательностей, которые по своему возрасту можно сравнить с Каменным городом Занзибара.
- Пляж
- Мечеть в центре Морони.

## Климат
Морони расположен в зоне экваториального климата с большим количеством осадков в течение года — наименьшее количество осадков выпадает в Октябре (меньше 100 мм).
Как и многим другим городам, расположенным в зоне экваториального климата, Морони характерна относительно постоянная среднегодовая температура. Жаркая погода часто сопровождается обильными дождями.
| Показатель | Янв. | Фев. | Март | Апр. | Май  | Июнь | Июль | Авг. | Сен. | Окт. | Нояб. | Дек. | Год  |
| --- | ---- | ---- | ---- | ---- | ---- | ---- | ---- | ---- | ---- | ---- | ----- | ---- | ---- |
| Абсолютный максимум, °C | 34   | 34   | 35   | 34   | 33   | 32   | 31   | 31   | 31   | 33   | 34    | 36   | 36   |
| Средний суточный максимум, °C | 30,4 | 30,4 | 30,8 | 30,4 | 29,5 | 28,4 | 27,7 | 27,7 | 28,1 | 29,1 | 30,3  | 30,8 | 29,5 |
| Средний суточный минимум, °C | 23,4 | 23,3 | 23   | 22,6 | 21,2 | 19,6 | 18,8 | 18,4 | 19   | 20,3 | 21,6  | 22,6 | 21,2 |
| Абсолютный минимум, °C | 20   | 20   | 20   | 20   | 17   | 14   | 14   | 14   | 16   | 16   | 18    | 19   | 14   |
| Норма осадков, мм | 364  | 293  | 279  | 316  | 256  | 266  | 244  | 150  | 108  | 97   | 108   | 219  | 2700 |
| Источник: World Weather Information Service — Moroni (англ.). Worldweather.wmo.int. Дата обращения: 17 мая 2013. Архивировано 20 мая 2013 года. BBC Weather — Moroni (англ.). Bbc.co.uk. Дата обращения: 17 мая 2013. Архивировано 20 мая 2013 года. |      |      |      |      |      |      |      |      |      |      |       |      |      |